# Fausto Leali

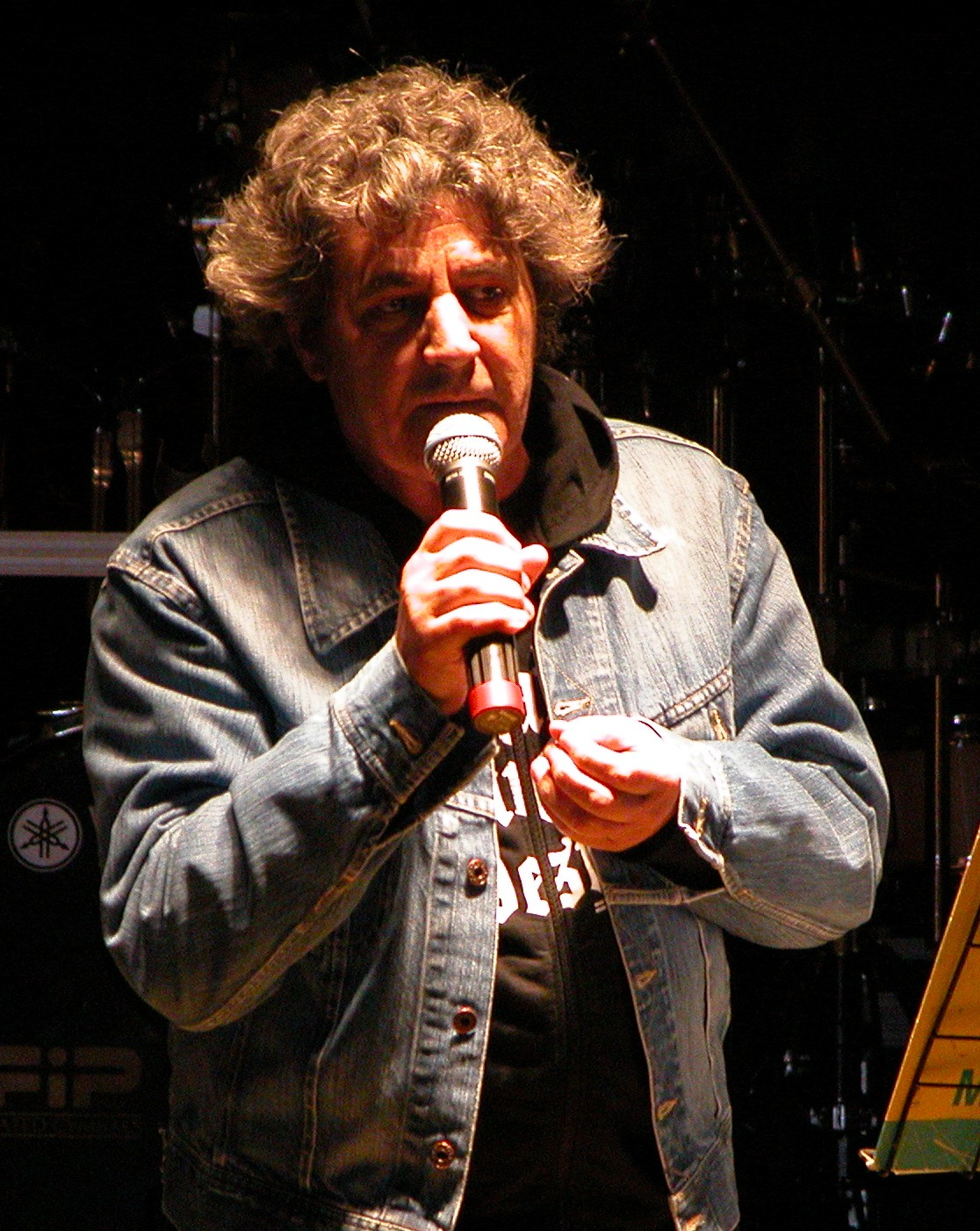
Fausto Leali

Fausto Leali (* 29. Oktober 1944 in Nuvolento, Provinz Brescia) ist ein italienischer Sänger.

## Leben
Lealis Familie hatte finanzielle Probleme, weshalb der junge Fausto zunächst in einer Wurstwarenhandlung arbeitete. Schon mit zwölf Jahren nahm er an einem Musikwettbewerb teil und schloss sich einer örtlichen Gruppe an. 1961 veröffentlichte er seine erste Single. Unter seinen ersten Aufnahmen fanden sich viele Coverversionen, etwa Please Please Me und She Loves You von den Beatles. Mit der Band Novelty hatte er regelmäßige Auftritte in Tanzlokalen.
Ein erster Erfolg gelang Leali 1967 mit A chi, einem Cover von Hurt (Timi Yuro); im Anschluss debütierte er mit Deborah beim Sanremo-Festival 1968. In rascher Folge nahm er noch weitere Mal am Festival teil (1969, 1970, 1972 und 1973), ohne jedoch größere Aufmerksamkeit zu erregen. Erst 1986 brachte ihn ein Duett mit Mina, Via di qua, das Titelmelodie einer Fernsehsendung war, zurück ins Rampenlicht. Beim Sanremo-Festival 1987 konnte er mit Io amo den vierten Platz erreichen, 1988 mit Mi manchi den fünften und 1989 schließlich mit Ti lascerò im Duett mit Anna Oxa Platz eins. Im gleichen Jahr vertraten Leali und Oxa Italien beim Eurovision Song Contest mit Avrei voluto und belegten Platz 9.
In den 90er-Jahren ging Leali einer intensiven Konzerttätigkeit nach und nahm auch 1992 und 1997 wieder am Sanremo-Festival teil. 2002 konnte er dort mit Ora che ho bisogno di te im Duett mit Luisa Corna einen vierten Platz holen, weitere Teilnahmen erfolgten 2003 und 2009.

## Diskografie

### Alben
| Jahr | Titel Musiklabel            | Höchstplatzierung, Gesamtwochen, AuszeichnungChartsChartplatzierungen (Jahr, Titel, Musiklabel, Platzierungen, Wochen, Auszeichnungen, Anmerkungen) | Anmerkungen |
| Jahr | Titel Musiklabel            | IT | Anmerkungen |
| ---- | --------------------------- | --- | ----------- |
| 1976 | Io camminerò CBS            | IT21 (7 Wo.)IT |             |
| 1988 | Non c’è neanche il coro CBS | IT21 (3 Wo.)IT |             |
| 1989 | Leali CBS                   | IT20 (3 Wo.)IT |             |
| 1996 | Non solo Blues RTI          | IT18 (2 Wo.)IT |             |
| 2016 | Non solo Leali –            | IT22 (5 Wo.)IT |             |

Weitere Alben
- Fausto Leali (Jolly LPJ 5038; 1964)
- Fausto Leali e i suoi Novelty (Ri-Fi; 1966)
- Il negro bianco (Ri-Fi; 1968)
- “In” (Ri-Fi RFL ST 14040; 1970)
- Run… Fausto, run… (Philips 6323 009; 1971)
- Amore dolce, amore amaro, amore mio (CBS; 1975)
- Leapoli (CGD; 1977)
- Un attimo di blu (Itaca; 1981)
- Saremo promossi (Ricordi; 1992)
- Anima nuda (Ricordi; 1994)
- Non solo blues 2 (RTI; 1997)
- LealiLive (RTI; 1999)
- Secondo me… io ti amo (Universo; 2002)
- Profumo e Kerosene (Universo; 2006)
- Una piccola parte di te (Halidon/Steamroller; 2009)
- Fausto Leali – Concerto dal vivo (2010)

### Kompilationen
| Jahr | Titel Musiklabel              | Höchstplatzierung, Gesamtwochen, AuszeichnungChartsChartplatzierungen (Jahr, Titel, Musiklabel, Platzierungen, Wochen, Auszeichnungen, Anmerkungen) | Anmerkungen |
| Jahr | Titel Musiklabel              | IT | Anmerkungen |
| ---- | ----------------------------- | --- | ----------- |
| 1987 | Io amo e altri successi CBS   | IT8 (25 Wo.)IT |             |
| 2009 | The Best of Fausto Leali Edel | IT66 (3 Wo.)IT |             |

Weitere Kompilationen
- Anthology (Ri-Fi; 1970)
- I grandi successi (Universo; 2003)
- Il meglio di Fausto Leali (NAR International; 2013)

### Singles (Auswahl)
| Jahr | Titel Album                                    | Höchstplatzierung, Gesamtwochen, AuszeichnungChartsChartplatzierungen (Jahr, Titel, Album, Platzierungen, Wochen, Auszeichnungen, Anmerkungen) | Anmerkungen                                                                                              |
| Jahr | Titel Album                                    | IT | Anmerkungen                                                                                              |
| ---- | ---------------------------------------------- | --- | --- |
| 1963 | Please Please Me Fausto Leali                  | IT14 (1 Wo.)IT | Jolly, J 20209 B-Seite: 5 giorni Original von den Beatles                                                |
| 1967 | A chi Fausto Leali e i suoi Novelty            | IT1 (27 Wo.)IT | Ri-Fi, RFN NP 16167 B-Seite: Se qualcuno cercasse di te Original Hurt von Timi Yuro                      |
| 1967 | Senza luce Il negro bianco                     | IT13 (2 Wo.)IT | Ri-Fi, RFN NP 16225 B-Seite: Per un momento ho perso te Original A Whiter Shade of Pale von Procol Harum |
| 1968 | Angeli negri Il negro bianco                   | IT3 (24 Wo.)IT | Ri-Fi, RFN NP 16256 B-Seite: Potrai fidarti di me                                                        |
| 1969 | Chiudo gli occhi e conto a sei –               | IT19 (1 Wo.)IT | Ri-Fi, RFN NP 16319 A-Seite: È colpa sua                                                                 |
| 1969 | Un’ora fa “In”                                 | IT6 (13 Wo.)IT | Ri-Fi, RFN NP 16328 B-Seite: Non l’hai capito                                                            |
| 1969 | Portami con te “In”                            | IT20 (1 Wo.)IT | Ri-Fi, RFN NP 16365 B-Seite: Sei stata troppo tempo in copertina Original: Fly Me to the Moon            |
| 1970 | Hippy “In”                                     | IT21 (4 Wo.)IT | Ri-Fi, RFN NP 16386 B-Seite: Una voce amica                                                              |
| 1971 | America Run… Fausto, run…                      | IT18 (3 Wo.)IT | Philips, 6025 028 A-Seite: Si chiama Maria                                                               |
| 1973 | La bandiera di sole –                          | IT23 (3 Wo.)IT | Philips, 6025 085 B-Seite: Il vento lo racconterà                                                        |
| 1975 | Amore dolce, amore amaro, amore mio            | IT19 (3 Wo.)IT | CBS, 3656 B-Seite: Dum dum la la                                                                         |
| 1976 | Io camminerò                                   | IT9 (15 Wo.)IT | CBS, 4392 B-Seite: L’ultima volta                                                                        |
| 1977 | Vierno Leapoli                                 | IT23 (1 Wo.)IT | CBS, 5271 B-Seite: Di sera                                                                               |
| 1981 | Malafemmena Un attimo di blu                   | IT23 (2 Wo.)IT | Ciao Records, 521 B-Seite: Il tuo posto                                                                  |
| 1986 | Via di qua Sì, buana (Mina)                    | IT8 (14 Wo.)IT | mit Mina PDU, P.A. 1153 B-Seite: Cosa manca (nur Mina)                                                   |
| 1987 | Io amo Io amo e gli altri successi             | IT2 (15 Wo.)IT | CBS, 650376 7 B-Seite: Notte d’amore; mit Loredana Bertè                                                 |
| 1988 | Mi manchi Non c’è neanche il coro              | IT12 (7 Wo.)IT | CBS, 651413 7 B-Seite: Col tempo                                                                         |
| 1989 | Ti lascerò Leali                               | IT4 Gold · (15 Wo.)IT | mit Anna Oxa CBS, 654698 7; Verkäufe: + 25.000                                                           |
| 2002 | Ora che ho bisogno di te Secondo me… io ti amo | IT34 (2 Wo.)IT | mit Luisa Corna                                                                                          |

## Belege
1. 1 2  Chartquellen (Alben):
  - M&D-Chartarchiv. Musica e dischi, abgerufen am 21. November 2017 (italienisch, kostenpflichtiger Abonnement-Zugang).
  - Guido Racca & Chartitalia: Top 100 FIMI Album. Lulu, 2013, S. 127.
  - Alben von Fausto Leali. In: Italiancharts.com. Hung Medien, archiviert vom Original (nicht mehr online verfügbar) am 1. Dezember 2017; abgerufen am 21. November 2017.  Info: Der Archivlink wurde automatisch eingesetzt und noch nicht geprüft. Bitte prüfe Original- und Archivlink gemäß Anleitung und entferne dann diesen Hinweis.
2. ↑  Chartquellen (Singles):
  - M&D-Chartarchiv. Musica e dischi, abgerufen am 21. November 2017 (italienisch, kostenpflichtiger Abonnement-Zugang).
  - Guido Racca & Chartitalia: Top 100 FIMI Singoli. Lulu, 2013, S. 111.
3. ↑  Auszeichnungsarchiv. FIMI, abgerufen am 4. Juli 2019 (italienisch).

| Personendaten    | Personendaten        |
| ---------------- | -------------------- |
| NAME             | Leali, Fausto        |
| KURZBESCHREIBUNG | italienischer Sänger |
| GEBURTSDATUM     | 29. Oktober 1944     |
| GEBURTSORT       | Nuvolento, Italien   |